# 曹賢
曹賢，福建长乐人，明朝政治人物。

## 生平
永樂十二年（1414年），福建甲午乡试中舉。永樂十三年，聯捷乙未科進士，任太常寺博士。